# Diga di Shintoyone
La diga di Shintoyone (新豊根ダム?, Shintoyone damu) è una diga multifunzionale nel villaggio di Toyone, prefettura di Aichi, in Giappone.

## Storia
Il potenziale della valle del fiume Tenryū per lo sfruttamento dell'energia idroelettrica fu compreso dal governo Meiji al principio del XX secolo. Il fiume Tenryū era caratterizzato da un alto volume di flusso e da una corrente veloce. Il suo tratto superiore montuoso e i suoi affluenti erano aree con valli ripide e precipitazioni abbondanti, ed erano scarsamente popolate. Tuttavia, il grosso dell'investimento nella produzione di energia idroelettrica nella regione era concentrato sul fiume Ōi, e fu solo nel periodo Taishō che cominciò lo sfruttamento sul fiume Tenryū. Con il completamento della diga di Sakuma, una delle più alte dighe del Giappone, sul corso principale del Tenryū, gli investitori rivolsero il loro sguardo alla confluenza tra l'Ōnyugawa (大入川), un importante affluente del fiume Tenryū, e l'Ōchisegawa (大千瀬川) nella prefettura di Aichi. L'Ōnyugawa era oggetto di interesse anche perché era soggetto alle piene. Il lavoro di progettazione preliminare cominciò nel 1962, mentre la costruzione iniziò nel 1969 dopo aver superato vari problemi: oltre ad alcune opposizioni da parte dei 100 nuclei familiari che dovevano essere spostati, vi erano crescenti controversie riguardo agli sbocchi delle dighe sui fiumi Tenryū ed Ōi, che si riempivano rapidamente di sabbia e silice proveniente dalle montagne in alto, con la conseguente riduzione della quantità di sabbia e silice che raggiungeva la foce del fiume, creando problemi di erosione costiera. La costruzione fu completata dalla Kumagai Gumi nell'agosto 1973.

## Progetto
La diga di Shintoyone è una diga ad arco in calcestruzzo con un'altezza di 116,5 m e una lunghezza di 311 m. Essa forma un bacino chiamato lago Midori (はみどり湖?, midoriko) con una superficie di 156 ha. Il bacino irrigato è di 136,3|km2. Il bacino è collegato da gallerie di 1.884 m alla 1 125 megawatt (1 509 000 hp) centrale idroelettrica con impianti ad accumulazione costruita accanto alla diga di Sakuma che crea il serbatoio inferiore del progetto.

## Dintorni
Il bacino della diga di Shintone è un'attrazione popolare, in quanto l'area circostante fa parte del Parco seminazionale di Tenryū-Okumikawa.